# Kniha Zacharjáš

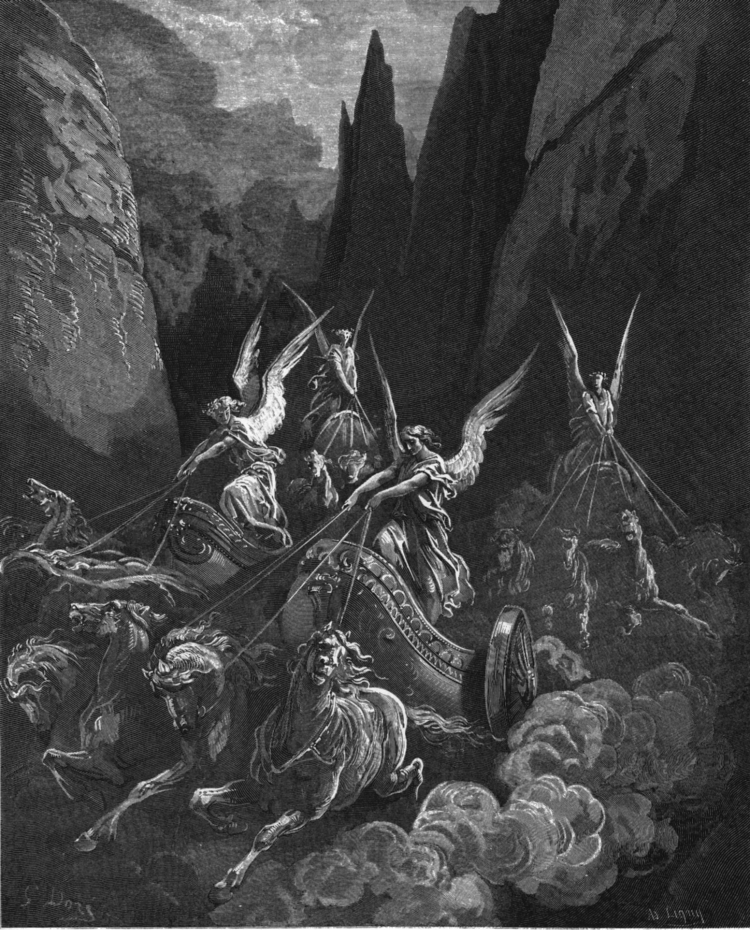
Gustave Doré (1832-1883) - Zachariášovo vidění čtyř dvoukolých vozů (1865)

Kniha Zacharjáš (hebrejsky זכריה‎, Zecharja; znamená „Jehova si vzpomněl“) patří ke kanonickým knihám Starého zákona. Je řazena jako jedenáctá z dvanácti knih malých proroků. Pisatelem knihy byl hebrejský prorok Zacharjáš, syn Berechjáše, syna Idova. Kniha se skládá ze čtrnácti kapitol. Od první kapitoly do osmého verše šesté kapitoly obsahuje osm prorockých vidění. Od devátého verše šesté kapitoly do konce čtrnácté kapitoly obsahuje proroctví o obnově uctívání a o Božím dni války.
Prorok Zacharjáš působil ve stejném období jako prorok Ageus. Datovat knihu nám pomáhají výroky v 1,1, v kterých se uvádí, že první vidění dostal prorok od Boha v osmém měsíci druhého roku vlády perského krále Dareia I. (říjen/listopad 520 př. n. l.). Kniha se také odvolává na „čtvrtý den devátého měsíce, totiž kislevu“ ve „čtvrtém roce krále Dareia“ (asi 1. prosince 518 př. n. l.). (7,1). Kniha Zacharjáš byla tedy napsána mezi roky 520 př. n. l. a 518 př. n. l.

## Obsah
- První vidění: čtyři jezdci (1,1-17)
  - Popisuje čtyři jezdce, kteří se vrátili z obhlídky země a stojí v noci mezi stromy u Jeruzaléma. Mluví s Božím andělem o tom, že celá země je v klidu. Anděla ale poměry v Jeruzalémě rozrušily; nakonec promlouvá samotný Bůh a slibuje, že Jeruzalému projeví milosrdenství.
- Druhé vidění: rohy a řemeslníci (1,18-21)
  - Čtyři rohy rozehnaly Judu. Nakonec jsou svrženy čtyřmi řemeslníky (některé překlady překládají jako kováři).
- Třetí vidění: blahobyt Jeruzaléma (2,1-13)
  - Mladý muž s měřicím provazcem měří Jeruzalém. Anděl předpovídá, že se město poroste a bude mu požehnáno. Obdrží také Boží ochranu a k uctívání Boha se připojí mnoho národů.
- Čtvrté vidění: Jozuovo vysvobození (3,1-10)
  - Při soudním řízení je Jozue prohlášen za očištěného. Satan Jozuovi odporuje, ale anděl Satana napomíná. Jozuovy špinavé oděvy jsou vyměněny za čistá obřadní roucha.
- Páté vidění: Svícen a olivovník (4,1-14)
  - Zacharjáš vidí zlaté svíce se sedmi lampami mezi dvěma olivovníky. Slyší poselství od Boha pro Zorobábela, jež obsahuje ujištění, že díky Božímu duchu se podaří obnovit chrám.
- Šesté vidění: Letící svitek (5,1-4)
  - Zacharjáš vidí 9 metrů dlouhý a 4,5 metru široký svitek, který obsahuje kletby proti zlodějům a těm, kteří falešně přísahají.
- Sedmé vidění: Míra Efi (5,5-11)
  - Je zdvižen poklop od míry Efi. Do této míry je vstrčena žena, která se nazývá „Bezbožnost“. Pak je přenesena do Sinearu.
- Osmé vidění: Čtyři dvoukolé vozy (6,1-8)
  - Čtyři dvoukolé vozy se objevily mezi dvěma měděnými horami. Na příkaz anděla objíždějí zemi.
- Výhonek (Výstřelek, KB) (6,9-15)
  - Proroctví o muži jménem „Výhonek“, který vystaví chrám a bude sloužit jako král a velekněz.
- Neupřímné půsty (7,1-8,23)
  - Zacharjáš se ptá lidu a kněží, zda zachovávají půsty s upřímností. Upozorňuje na to, že Bůh chce poslušnost, spravedlnost při soudu a milosrdenství. Jeruzalém se bude těšit Boží přízni a dřívější období půstu skončí. Změní se v radování a jásání. K Jeruzalému se přidá mnoho lidí z jiných národů, kteří touží po Boží přízni.
- Prohlášení proti národům, falešným pastýřům (9,1-11,7)
  - V druhé části knihy mění Zacharjáš způsob psaní a od alegorických obrazů přechází k prorockým prohlášením rozsudků nad městy a národy. Proroctví o dobytí starověkého Tyru, Gazy a dalších měst v oblasti Sýrie, Fénicie a Filistei se splnilo při tažení Alexandra Velikého. Dále jsou odsouzení falešní pastýři lidu, kteří usilují o bohatství.
- Proroctví o Mesiáši a obnově Božího lidu (12,1-14,21)
  - Jeruzalém je přirovnán ke kameni, který urazí všechny, kdo se ho pokusí zvednout. Bůh Jeruzalém ochrání proti útočníkům. Boží Pastýř (Mesiáš) bude udeřen a jeho ovce se rozprchnou.